# Chérif
Pour l’article ayant un titre homophone, voir Shérif.
Pour les articles homonymes, voir Cherif (homonymie).
 (mai 2017).
Si vous disposez d'ouvrages ou d'articles de référence ou si vous connaissez des sites web de qualité traitant du thème abordé ici, merci de compléter l'article en donnant les références utiles à sa vérifiabilité et en les liant à la section « Notes et références ».
Un chérif, chérifou ou Aïdara, Haïdara (chérifa, au féminin), ou son diminutif cherief, ou charif (arabe : شريف Sharīf, pl. شرفاء Shurafāʾ), ou chorfa  (en arabe maghrébin, donnant le mot أشراف, ʾašrāf, « nobles ») est un descendant de Mahomet par sa fille Fatima et son conjoint Ali via l'un de ses deux petits-fils, Hassan et Hussein.

## Au Maghreb
Plusieurs dynasties régnantes au Maghreb ont un fondateur se réclamant de la lignée du prophète.

### Au Maroc

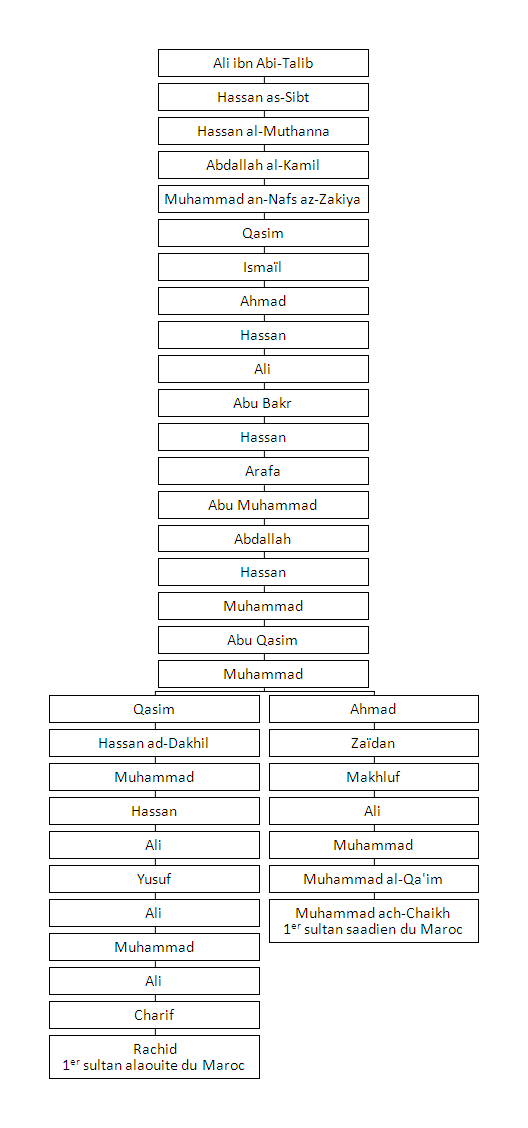
Généalogie des chérifs saadiens et alaouites du Maroc, démontrant leur lien de parenté

Au Maroc, les dynasties idrisside, saadienne et alaouite sont chérifiennes.
Idris Ier est l'arrière-arrière-petit-fils de Ali ibn Abi Talib et de Fatima Zahra, fille du prophète Mahomet et de Khadija. Idris Ier s'est échappé au Maroc pour fuir le massacre de sa famille par les abbassides en 786. En 788, il fut accueilli par les berbères de la région de Walili (Volubilis), ville berbère romanisée près de Meknès. Il est le fondateur de la ville de Fès. Il est mort empoisonné, selon la rumeur par un serviteur envoyé par le calife Haroun al-Rachid en 791, laissant sa femme Kenza al-Ourbiya enceinte. Son fils Idriss II accède au trône à l'âge de onze ans. Son tombeau se trouve à Moulay Idriss Zerhoun, village à flanc de montagne près des ruines de Volubilis. Les descendants d'Idriss II gouverneront le pays jusqu'à la seconde moitié du Xe siècle, quand leur pouvoir s'effondre face aux invasions des tribus zénètes aux ordres des Omeyades de Cordoue ou des Fatimides. Cinq siècles plus tard, un chérif idrisside est intronisé, mais son règne prendra fin au bout de 6 ans et aucun chérif idrisside n'est intronisé par la suite.
Les descendants des chérifs Idrissides vivent au Nord du Maroc : Fès, Meknès, Ouazzane, Moulay Idriss Zerhoun, Beni Arous (région de Larache), Tétouan,Casablanca,Hyayna, Chefchaouen, Rabat, Salé, Sefrou, Tanger, Taza, Taounate, Figuig et Les montagnes des béni znassen (Berkane).
À partir du XVIe siècle, les Saadiens et les Alaouites, issus de chérifs originaires de Yanbu établis au sud du Maroc, se succèdent en régnant sur le Maroc.
Les chérifs du Maroc étant essentiellement de souche hassanide, on retrouve néanmoins quelques familles de souche husseinide établies principalement à Fès.

### En Algérie
On trouve également des chérifs idrissides dans l'ouest et le nord Algérien : Tlemcen, Ain Temouchent, Sidi-Bel-Abbès, Mostaganem, Mascara, Chlef, Relizane, Oran et en Kabylie, ainsi que des Sûlaymânîdes et des Senoussides, de la lignée de Sûlâymân Ier de Tlemcen, frère d'Idrīss Ier du Maroc.
Selon les historiens français, l'émir Abd el-Kader serait un des descendants du prophète Mahomet par la dynastie des Idrissides ; son nom complet serait alors Abd el-Kader ibn Muhyidin, ibn Mostafa (qui s’est installé définitivement dans la plaine d’Ighriss), ibn Muhammad, ibn Muhammad, ibn Abdel-Kaoui, ibn Ali, ibn Ahmed, ibn Khaled, ibn Yussef, ibn Ahmed, ibn Bachar, ibn Muhammed, ibn Massoud, ibn Taous, ibn Yacoub, ibn Abdelkaoui, ibn Ahmed, ibn Muhammad, ibn Idriss II, ibn Idriss I, ibn Abdallah El Kamel, ibn Hassan El Muthana, ibn Hassan Essabt, ibn Ali.

### En Tunisie
Selon l’historien tunisien Ibn Abi Dhiaf, la Tunisie compte plus d’une trentaine de familles chérifiennes.
Les familles tunisiennes descendant de Hussein ibn Ali sont les Ouana, les Khatib, les Moussouyoun et les Ben Abdeljelil de Msaken, etc.
Les familles Idrissides descendant de Hassan ibn Ali sont les Azzouz, les clans issus des Mhadhba (Les Abdellatif, les Gherib, les Chibani, les Chbiseb, Ouled Haj Mousa, etc.), les Ben Azzouz (Zaghouan), les descendants de Sidi el Mouldi (Tozeur), les descendants de Sidi Amor ben Abd el Jaoued (Gafsa), les descendants de Sidi Abid (Tozeur, Redeyef, Tébessa, Bir el Ater...), les descendants de Sidi Boughanem (Kalaat Senan, Kalaat Khasba…) etc.
Divers saints tunisiens sont des cherifs : Sidi Ali el Hattab, Sidi Ahmed ben Mi’ad (Nefta), Sidi el Bechir, Sidi Mhadheb (Skhira), Sidi Khelifa (Gafsa), Sidi Ali Azzouz (Zaghouan), Sidi Amor ben Abd el Jaoued (Gafsa).
Les familles cherifiennes de Sfax sont tout d'abord la famille Driss (descendants des Idrissides) ainsi les Karray, les Rekik, les Boudaouara, les Sqa, les Triqui (ou Trigui), les Chérif, les Enneifer, ainsi que toute famille détentrice de Aâkd charaf fourni par le Bey : Fendri, Menif, etc.)
D’autres familles revendiquent aussi une ascendance chérifienne : Les Skolli, les Achour d’origine andalouse, les Kabadou, les Mohsen, les Ammari, les ‘Yaeychia, les Sassi, les Haouari, les Sidi Mansour, les Zarrouk, Les ‘Houamed et Ouled Sidi Hamed, les descendants de Sidi el Kefi, etc.

### En Libye
La dynastie Senoussides, issue de la confrérie religieuse Sanussia depuis 1837, émirs de Cyrénaïque à partir de 1917 et émirs de la Tripolitaine à partir de 1922, est d'ascendance chérifienne. La famille El-Sanussi descend des Sulaymanides par Ali ibn Omar, sixième sultan depuis la fondation de la dynastie .
Le dernier roi de Libye, Idris Ier, a été renversé par un coup d'état militaire en 1969. L'actuel prétendant du trône de Libye est le prince Mohammed El-Senussi.

### En Mauritanie et en Afrique de l’Ouest
Comme au Maroc ou en Algérie, la Mauritanie également est reconnue comme étant un pays dans lequel certaines familles chérifiennes se sont établies. Notamment en provenance du Maroc.
En effet, tout comme au royaume chérifien, Les chérifs de Mauritanie sont essentiellement de souche hassanide et d’ascendance Idrisside. On retrouve néanmoins quelques familles de souche husseinide établies principalement à Ouadane. En l’occurrence, les « Ahl Moulaye Ibrahim ».
Les familles Idrissides descendantes de Hassan ibn Ali sont les : chérifs de Tichitt (Ahl Abd el Mou’min) et les chérifs de Ahl Haj Elghourbi; « Ahl cherif Al Ak’hal » de la tribu laghlal qui remontent tous les trois a Moulaye Abdallah ibn Idriss II et les Ahl Taleb al-Mukhtar.
Les Reguibat descendants de Moulaye Abdesalam Benchich également descendant de Moulaye Idriss.
Les « Ahl Moulaye Zein » et les « Ahl Mohamed Sidi Cherif » (dont est issu le cheikh Hamallah), et qui remontent tous les deux à Moulaye Omar ibn Idriss II.
Les « Ahl Ahmed Cherif » de Ouadane qui remontent eux à Moulaye Mohamed ibn Idriss II.
À noter que les chérifs de Néma et de Oualata revendiquent être descendants de Mohamed Nafs Zakiya tout comme la famille royale du Maroc, la dynastie alaouite, et le cheikh Ahmad At Tijani de la tariqa tijaniya.
En outre, certaines de ses familles ont continué leur migration vers l’Afrique de l’Ouest en particulier au Mali, au Sénégal et en Guinée, réunis en un même royaume avant la colonisation. Les familles Haïdara et Touré, des ethnies sonraï et peules, sont considérées comme chérifennes ayant émigré d'Algérie au XIXe siècle.

## Au Moyen-Orient

### En Iran
En Iran, les seyyed (En persan : سـيد, « seigneur, maître ») descendent du Prophète. Les mollahs seyyed portent un turban noir.

## Personnalités et Dynasties

### Dynasties
- La Dynastie alaouite, ayant pour représentant actuelle Mohamed VI al-Alaoui, roi du Maroc, descendants de Mohamed al-Nafs al-Zakiya, fils de Abd'Allah al-Kamil[7].
- Les Banu Qatadah, dont une de leurs branches, les Hachemites de Jordanie sont des descendants des Chérif de la Mecque, et ont eu ce rôle pendant plusieurs siècles, ils descendent de Hassan ibn Ali[8].
- La Dynastie idrissides leurs descendants, sont descendent de Idris I, arrière arrière petit fils de Hassan ibn Ali et frère de Mohamed al-Nafs al-Zakiya.
- La Dynastie sulaymanides sont les descendants de Sûlayman Ier, arrière arrière petit fils Hassan ibn Ali et frère de Mohamed al-Nafs al-Zakiya.

### Personnalités
- Sheykh al-Islam Taqi al-Din al-Hilali al-Husseini, issue de la famille des Āl Hilal al-Husseini, descendants de Hussein Ibn Ali[9].
- Shérif Muhammad al-Hijami, résistant anticolonial marocain issue de la famille al-Hijami, et descendent d'Idris I.
- Saddam Hussein, ce dernier issue de la tribu des Al Bu Nasser, descendants de Hussein ibn Ali[10].
- Abd al-Basset al-Sarout, leader de l'opposition syrienne (anti-Bachar el-Assad) issue de la tribu husseinite des Al-Na'im[11],[12].